# 女沼川
女沼川（めぬまがわ）は、茨城県古河市を流れる利根川水系の小河川。現在は農業用水路として整備されている。県管理の一級河川 。

## 地理
古河市北部を源流域とし、古河市内を南流して水海で利根川に合流する。主な流域は上辺見・下辺見・女沼・磯部・釈迦・水海。最下流部で利根川と約2km併走し、利根川左岸の釈水樋管で利根川に注ぐ。流路延長約12.0km、流域面積約13.3平方km。

## 歴史
かつての下流域は釈迦沼・水海沼となっていたが、現在は干拓され、水田になっている。まず釈迦沼、次に水海沼を経由して、利根川（旧常陸川）に接続していた。

## 周辺施設
- 釈水排水機場：　古河市水海の利根川左岸にある排水機場。大雨などによる市街地や農地への水害を未然に防止するため、排水ポンプを運転して、雨水や生活排水などを河川に強制的に排水するための施設[5]。